# Рибітви (Мазовецьке воєводство)
Рибітви (пол. Rybitwy) — село в Польщі, у гміні Бабошево Плонського повіту Мазовецького воєводства.
Населення — 169 осіб (2011).
У 1975—1998 роках село належало до Цехановського воєводства.

## Демографія
Демографічна структура станом на 31 березня 2011 року:
|          | Загалом | Допрацездатний вік | Працездатний вік | Постпрацездатний вік |
| -------- | ------- | ------------------ | ---------------- | -------------------- |
| Чоловіки | 85      | 25                 | 51               | 9                    |
| Жінки    | 84      | 15                 | 41               | 28                   |
| Разом    | 169     | 40                 | 92               | 37                   |